# Martin Kirchschlager
Martin Kirchschlager (* 11. Dezember 1910 in Bielitz, Oberschlesien; † 18. Februar 1985 in Bad Aussee) war ein österreichischer evangelisch-lutherischer Pfarrer in der Steiermark.

## Leben
Kirchschlager war Sohn eines Pfarrers. An der Universität Wien studierte er ein Semester Rechtswissenschaft, dann Evangelische Theologie. 1931 wurde er im Corps Hansea Wien recipiert. Er zeichnete sich als Subsenior und Senior aus und wechselte an die Universität Leipzig. 1935 bestand er in Wien das Theologenexamen. Nach zwei Jahren als geistliche Hilfskraft in Leoben wurde er 1937 zum Senioratsvikar bestätigt. Zum Dr. theol. promoviert, war er nach der Ordination ab Juni 1938 Pfarrer von Bad Aussee im Steirischen Salzkammergut. Ab 1942 diente er im Heer (Wehrmacht). Bis 1946 war er amerikanischer Kriegsgefangener. Ab 1949 war er Senior sowie Mitglied der Synode der Evangelischen Kirche A.B. in Österreich und der Generalsynode der Evangelischen Kirche A. u. H. B. in Österreich. Nachdem er 1953–1961 Obmann des Gustav-Adolf-Zweigvereins Steiermark gewesen war, wurde er 1962 zum Geschäftsführer des Gustav-Adolf-Vereins Österreich berufen (bis 1973). Von 1951 bis 1964 war er Obmann des österreichischen Pfarrervereins. Zuletzt war er von 1969 bis zu seiner Pensionierung im Jahre 1976 Superintendent der Evangelischen Superintendentur A. B. Steiermark. Kirchschlager gewann Dieter Knall für seine Nachfolgekandidatur.